# NN-49
La carretera NN-49 es una vía departamental secundaria ubicada en el norte del departamento de Jinotega. Esta ruta conecta el Empalme Las Lajas con el municipio de San José de Bocay, atravesando zonas rurales montañosas. Es una carretera de uso regional que facilita el acceso hacia las comunidades del este jinotegano.

## Trazado y cruces
La siguiente tabla resume el recorrido de la carretera NN-49, incluyendo las localidades y conexiones relevantes:
| km   | Localidad         | Departamento | Conexión / Ruta |
| ---- | ----------------- | ------------ | --------------- |
| 0    | Empalme Las Lajas | Jinotega     | NIC 3           |
| 3,5  | El Guapinol       | Jinotega     | —               |
| 7,84 | San José de Bocay | Jinotega     | —               |